# أحلام عمرنا (فلم)
أحلام عمرنا فيلم مصري من إنتاج عام 2005.

## القصة
تعود ندى من لندن بعد إتمام دراستها، وتطلب منها والدتها كوثر العمل في القرية السياحية، التي تمتلكها بمرسى علم مع قريبها وشريكها مراد، الذي أوحل ندى في حسابات، لم تفهم منها شيئاً، مما أكد لها أن أموال والدتها كوثر تسرق. خالد شاب خيال، يعمل في إسطبل الخيل الذي يمتلكه والده ، ولكنه يرغب في السفر للخارج، لتحقيق ذاته، ولكن يعيقه الحصول على التأشيرة. يلتقي خالد مع ندى في إسطبل الخيل، ويتبادلا الإعجاب من أول نظرة. يرتبط خالد بصداقة مع الدكتور محمد وزملاء الدراسة علي وسلمى ونهى، والأخيرة مات والدها، وترك لها قطعة أرض بمرسي علم، عليها كافيتريا قديمة، وأوصى بعدم بيعها، فقررت نهى إحياءها من جديد، وعاونها صديق والدها حمزة وهو خبير بالسياحة وطباخ ماهر، بينما أراد عمها، مخالفة الوصية، وبيع نصيبه في الميراث، فقرر محمد وعلي وخالد، السفر لمرسي علم، مع نهى لمساعدتها، في إنشاء كافيتريا سياحية جديدة، بعد أن تنامت السياحة بمرسي علم. كان مراد يريد شراء قطعة الأرض التي تمتلكها نهى، والمجاورة للأرض التي قرر أن يقيم عليها مشروع سياحي كبير، بالشراكة مع شركة عالمية، وكلف محاميه مختار، بشراء الأرض بأي ثمن، ولكن الأصدقاء رفضوا، خصوصا وأن والد نهى، سبق له رفض البيع لمراد، فقام مراد بوضع العراقيل والمشاكل، أمام الإصدقاء، ليضطرهم للتخلي عن مشروعهم، وبيع الأرض. تقابلت ندى مرة أخرى مع خالد، وصادقت مجموعة الأصدقاء، بعد أن تنامت مشاعر قلبها مع قلب خالد، ووافقت على إقتراحه، بتعليمها الفروسية، مقابل وضعها تصميمات الكافيتريا السياحية، كما نشأت قصة حب بين الدكتور محمد، الذي نقل نشاطه الطبى لمرسي علم، وبين صاحبة الأرض نهى، وتزوج علي من سلمى، كما لجأ المحامي مختار للعم لشراء نصيبه في الأرض، والذي أرسل لنهى إنذار بالبيع، وعندما إحتاج الأصدقاء للسيولة المالية، دخلت معهم ندى كشريك، لتزداد أواصر المحبة، بينها وبين الأصدقاء، وخصوصًا خالد، وعندما تعذر الشراء من العم، قام مراد بتزوير توقيعه، كما سرق عقد الشراكة الخاص بندى، بمساعدة والدتها كوثر هانم، بدعوي إبعادها عن الشلة. أقام مراد مهرجان سباق للخيول، لكسب رضاء ندى، ومحاولة القضاء على منافسه خالد، وفي نهاية السباق أعلن عن شراكة ندى له في القرية السياحية، وكانت مفاجأة للأصدقاء، الذين لم يكونوا على علم، بعلاقة ندى ومراد، وظنوا أنها خدعتهم، من أجل الإستيلاء على أرضهم. وبسبب سوء معاملة مراد للمحامي مختار، إنقلب الأخير عليه، وساعد ندى في كشف تفاصيل تلاعبه بحسابات القرية، التي تشاركه فيها والدتها، فقد كان مراد يزور عقود شراكة مع شركات عالمية، ويسحب بموجبها قروض من البنوك، بضمان القرية، وينتوي الهرب للخارج، مما يورط والدتها أمام البنوك، كما يورطه شخصياً، لمشاركته في إصدار تلك العقود، وقد سلم كل المستندات لندى، وسافر للقاهرة لإبلاغ النائب العام، وقامت ندى بإثبات حسن نيتها للإصدقاء، وأنها خدعت أيضًا مثلهم، وسلمتهم المستندات التي تدين مراد، لإستخدامها للحفاظ على أرضهم، كما سلمتهم عقد شراكتها معهم، لتمزيقه إذا أرادوا. عندما علم مراد بسرقة المستندات، تخلص من المحامي مختار، وحاول التخلص من الأصدقاء، ولكنه فشل، فقرر الهرب للخارج، وخطف ندى ليساوم خالد على المستندات، ولكن البوليس طارده، وتمكن خالد من إنقاذ ندى، وواصل الجميع جهدهم لتحقيق أحلامهم على أرض مصرية.

## طاقم التمثيل
- منى زكي
- مصطفى شعبان
- رامز جلال
- منة شلبي
- طلعت زين
- سناء يونس
- ماجدة الخطيب
- أشرف زكي
- ياسر فرج
- انتصار
- أحمد عقل
- أحمد الحلواني
- إيمي
- أشرف رياض
- ميان

## وصلات خارجية
- مقالات تستعمل روابط فنية بلا صلة مع ويكي بيانات